# Fondation Güell
 (juillet 2024).
Pour les articles homonymes, voir Güell.
La Fondation Güell est une organisation à but non lucratif pour les artistes de Catalogne, en Espagne, créée en août 1957 par Joan Antoni Güell i López, comte de Güell. Depuis le début, son objectif principal a été de protéger financièrement par le biais de subventions des peintres, des sculpteurs, des musiciens et d'autres artistes et étudiants en art, principalement catalans, pouvant s'étendre à d'autres artistes de Valence et des îles Baléares,.
La fondation a également participé à d'autres activités artistiques, a collaboré avec des musées et des institutions d'art, et un fonds d'art. La principale activité qui a développé la fondation, qui a concentré l'essentiel de ses performances économiques, a été l'octroi de bourses à de jeunes artistes et étudiants en art, octroyant actuellement des bourses dans les domaines de la musique, de la peinture, de la sculpture et du dessin.
L'activité de la Fondation s'exerce avec le soutien total des membres qui composent le conseil d'administration, tant institutionnels que privés. Les membres du conseil institutionnel sont des organisations prestigieuses : l'Académie Royale Catalane des Beaux-arts de Saint-Georges, le Cercle Royal Artistique de Barcelone, le Cercle Artistique de Sant Lluc, et l'Orphéon Catalan.
Chaque année, une bourse est attribuée à un candidat dans chaque catégorie convoquée, en accord avec la sélection du jury. Il est destiné à être une reconnaissance de l'effort et de l'étude, et une subvention pour commencer à développer leur vocation.

## Certains des artistes primés
Au cours des plusieurs décennies d'existence de la fondation, certains des artistes primés ont été des peintres tels que Alfonso Costa Beiro,Antonio Alegre Cremades, Luis Fraile, Joan Carles Bayod Serafini, Romà Panadès Anton et Jordi Isern; des musiciens tels que Josep Valls Royo, Josep Maria Vaqué i Vidal, Jordi Camell Ilari, Jordi Rifé Santaló et Nuria Cullell Ramis; des sculpteurs tels que Alicia Alegre, Jaime de Córdoba, Josep Ignasi Alegre Barenys, Judith Corominas Ayala et Albert Vall Martinez.